# جبل أولدوينيو لنغاي

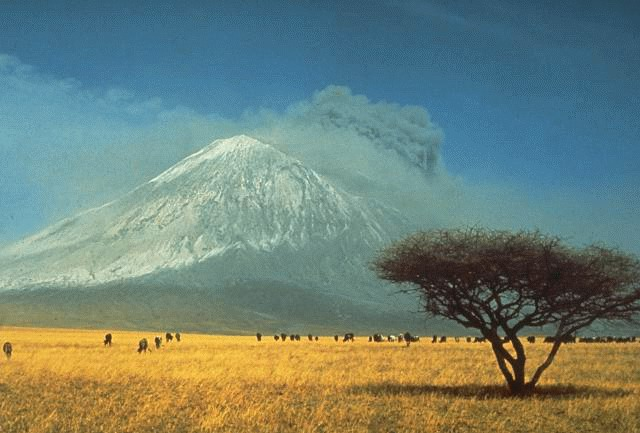
جبل أولدوينيو لنغاي

جبل أولدوينيو لنغاي هو جبل بركاني موجود بتنزانيا. تعني تسميته (جبل الإله)، وهو مكان يحج إليه أبناء الماساي التنزانية. حيث يقطعون مسافات طويلة بغرض التضرع لدى آلهة الجبل. ومن معتقدات الماساي أخذ النساء اللواتي لا ينجبن لطلب نعمة الإنجاب هناك.
يبلغ ارتفاع هذا البركان 3.560 متر يحدث صوتا يشبه صوت تكسر الزجاج عند وصول الحمم إلى الأرض . ويعتبر البركان من أكبر الأماكن السياحية الخطيرة في تنزانيا التي تستهوي المتسلّقين والعلماء لتفقد هذا البركان المرهب والملهم، فلهذا البركان ميّزة تستهوي كل المتطرفين لدراسة البركان. وفي اعتقاد أهل الماساي فإن الجبل يثور لغضب الآلهة عليهم، لذا يقدّمون له أضاحي من الماشية.
هدا الجبل البركاني له ميّزة خاصة وهي جذب كل من زاره فهدا الجبل يلقي تعويذة قوية بحيث يرغب بشدة في تكرار تلك الزيارة، وكأنه يشد المرء إليه، وعن هذا الشعور، تقول عالمة الجغرافيا سيليا نيامويرو الأمريكية التي تسلّقت الجبل عدة مرات :<<إنه أمر لا يصدق أبدا، فهو أشبه بالوقوف على سطح القمر>>.أما كاستن بيتر الذي أمضى حياته المهنية في ملاحقة البراكين حول العالم فقال:«إنني أصبحت مدمنا لهذا البركان. فالتشكيلات الجيولوجية الغريبة والمناظر الرائعة التي ترسمها الحمم تجعل المرء يقف مدهوشا وهو يتأمل هذه الإبداعات الطبيعية التي تفوق في بعض تجلياتها إبداعات إنسانية تقام لها المعارض وتسلّط عليها الأضواء ويتقاطر الناس لمشاهدتها من كل حدب وصوب».